# Safa Giray
Safa Giray est un khan de Crimée ayant régné en 1691-1692.

## Origine
L'origine familiale du khan Safa Giray est controversée. Il serait en effet soit le fils du prince Safa Sultan Giray, lui-même fils de Devlet/Ahmed Giray Choban (i.e. le « Berger »), né du khan Fetih Ier Giray et d'une « comtesse Potocki », captive polonaise razziée lors d'une expédition, ou, selon une hypothèse plus et récente et moins romantique, le fils du  nûreddîn Safa Giray et un petit-fils de Selamet Ier Giray.

## Règne
Après l'éviction du trône de Saadet III Giray, Safa Giray est nommé khan en décembre 1691. Il maintient comme qalgha Devlet Giray et comme nûreddîn Shahin Giray, nommés par son prédécesseur et tous deux fils de Sélim Ier Giray.
Lors de la campagne de l'année 1692 contre l'Autriche, les troupes ottomanes sont partout sur la défensive. Le khan Safa Giray ne peut rejoindre l'armée ottomane car lorsqu'il atteint la Valachie, ses soldats, dont il avait refusé de payer la solde, se révoltent et refusent de continuer.
En octobre 1692, Safa Giray est démis puis exilé dans un village des environs de Karinabad où il meurt peu après à l'âge de 68 ans. Sélim Ier Giray est ensuite appelé une troisième fois sur le trône.